# GT Racing: Motor Academy
GT Racing: Motor Academy es un videojuego de carreras desarrollado y publicado por Gameloft para J2ME, BlackBerry, Symbian, iOS y Android. Fue originalmente lanzado en 2009 como juego móvil para J2ME, BlackBerry y Symbian, y en 2010 para iOS y Android. Algunos autos que aparecieron en este juego se basaron en los autos de la serie de juegos de carreras Asphalt. Para comenzar este juego, hay una licencia y un auto predeterminado, clase C, Citroën C3 Picasso.

## Jugabilidad
La jugabilidad de GT Racing es muy similar a la de los juegos de la serie Asphalt, y el jugador tiene la opción de inclinar el dispositivo o tocar el costado de la pantalla para dirigir. El juego también tiene un modo para un jugador, modo multijugador en línea, tanto local como Wi-Fi y Bluetooth, y global a través de un conexión a Internet.

## Autos
Los autos en este juego son similares a Asphalt 5 y Asphalt 6 y se dividen en cuatro clases, clase C (ejemplo: Mazda 2), clase B (ejemplo: Renault Megane RS), clase A (ejemplo: Nissan GTR) y clase S (ejemplo: Audi R10 TDI). Cada actualización en este juego agrega nuevos autos al juego.